# Peter Tsheehama
Angura Peter Tshirumbu Tsheehama (* 31. März 1941 in Onangodhi, Südwestafrika; † 3. Oktober 2010 in Otjiwarongo) war ein namibischer Politiker der SWAPO.

## Leben
Tsheehama, der seine Schulausbildung in Namibia absolvierte, trat Anfang der 1970er Jahre der paramilitärischen Organisation People’s Liberation Army of Namibia (PLAN) bei und kommandierte deren Einheiten bei Kämpfen im namibischen Befreiungskampf gegen Südafrika am Caprivizipfel. 1974 wurde er mit der Errichtung eines Büros der South-West Africa People’s Organisation (SWAPO) in Zaire betraut und war dort verantwortlich für Aufnahme Tausender namibischer Flüchtlinge, die nach dem Zusammenbruch aus der damaligen portugiesischen Überseeprovinz Angola flohen. Er fungierte als Chefrepräsentant der SWAPO in Zentralafrika, ehe er 1986 als Chefrepräsentant der SWAPO nach Kuba versetzt wurde.
1989 war er Mitglied der Verfassunggebenden Versammlung Namibias. Nach der Unabhängigkeit von Südafrika wurde er von Staatspräsident Sam Nujoma am 21. März 1990 zum stellvertretenden Minister für Staatssicherheit ernannt und war zugleich zwischen 1990 und 1994 erstmals Mitglied des Parlaments. Er war danach Sonderberater des Präsidenten für nationale Sicherheit, ehe er 1999 Generaldirektor des Namibia Central Intelligence Service wurde. Zugleich wurde er 2000 abermals Mitglied des Parlaments und wurde als solcher 2004 wiedergewählt. 2002 wurde er nicht erneut zum Mitglied des Zentralkomitees (ZK) der SWAPO gewählt, dem er seit 1983 angehörte.
Im ersten Kabinett von Staatspräsident Hifikepunye Pohamba wurde Tsheehama am 21. März 2005 erster Sicherheitsminister (Minister of Safety and Security) und war damit zuständig für die Polizei sowie Gefängnisverwaltung. Er verblieb in dieser Funktion bis zu seiner Ablösung durch Nickey Iyambo 2008. Am 21. März 2005 übernahm er im ersten Kabinett Pohamba zudem von Erkki Nghimtina kommissarisch das Amt des Verteidigungsministers, das er bis zu seiner Ablösung durch Charles Namoloh am 6. April 2005 bekleidete.
Nach seinem Tode wurde er auf dem Heldenacker beigesetzt, dem offiziellen Kriegsdenkmal der Republik Namibia zehn Kilometer außerhalb der Hauptstadt Windhoek.